# Markus Mössle
Markus Mössle (* 26. Februar 1963) ist ein deutscher Neonazi und verurteilter Straftäter. Mössle tritt außerdem als Politiker (FAP, NPD, parteilos) in Erscheinung. Er ist seit 2015 für die Alternative für Deutschland (AfD) aktiv; 2019 als deren Spitzenkandidat bei den baden-württembergischen Kommunalwahlen in Ulm.

## Leben
Markus Mössle hatte Anfang der 1980er Jahre Kontakte zum Neonazi Michael Kühnen. 1983 trat Mössle bei der Bundestagswahl für die Nationaldemokratische Partei Deutschlands (NPD) an. Nach der Inhaftierung Kühnens schloss Mössle sich 1984 kurzfristig einer Gruppe um Ernst Tag an, welche bestrebt war die Gefolgschaft Kühnens zu vereinen. Im gleichen Jahr bewarb er sich um ein Landtagsmandat für die FAP im Wahlkreis Ehingen.
Im Zeitraum zwischen Dezember 1984 und Januar 1985 überfiel Markus Mössle in Baden-Württemberg und Hessen insgesamt drei Bankfilialen und einen Sexshop, bewaffnet mit einer Maschinenpistole, die vermutlich aus dem Arsenal von Ernst Tag stammte. Nach eigener Aussage wollte er Mössle Geld für Michael Kühnen besorgen. Er erbeutete mehr als 100.000 DM, wovon Tag laut Staatsanwaltschaft 50.000 DM erhalten haben soll. Laut Oberstaatsanwalt sollte mit dem Geld ein Nationales Zentrum aufgebaut werden. Mössle wurde 1985 vom Landgericht Gießen zu einer Haftstrafe von sechs Jahren und sechs Monaten verurteilt. In einem weiteren Prozess 1987 wurde er erneut verurteilt und erhielt eine Gesamtstrafe von über 16 Jahren.
Insgesamt saß er zwei Drittel seiner Strafe in der Justizvollzugsanstalt Ravensburg ab. In der Haft nahm er eine Lehre auf und studierte als Freigänger Betriebswirtschaftslehre.
Seit 2015 engagiert sich Mössle für die AfD in Ulm, ist jedoch kein Mitglied der Partei. Bei den Kommunalwahlen 2019 trat er als Spitzenkandidat für die Ulmer AfD an, weswegen 8 von 12 Kandidaten ihre Kandidatur für den Ulmer Stadtrat zurückgezogen haben. Für den Kreistag des Alb-Donau-Kreises verblieben ebenfalls nur vier AfD-Kandidaten auf der Liste.
Der Landesvorstand der AfD Baden-Württemberg erklärte, Mössle sei kein AfD-Mitglied, weil ehemalige NPD-Mitglieder nicht in die AfD eintreten dürften. Die Ulmer AfD-Mitglieder hätten wohl von diesem Unvereinbarkeitsbeschluss nichts gewusst. Man wolle die Einleitung von Parteiordnungsmaßnahmen gegen diejenigen AfD-Mitglieder prüfen, die gegen Gremienbeschlüsse verstoßen hätten. Nach dem Einzug in den Gemeinderat Ulm wurde es Markus Mössle vom Landesvorstand der AfD verboten, im Namen oder für die Partei zu sprechen.